# کوکوروویچی
کوکوروویچی (به صربی: Kukurovići) یک منطقهٔ مسکونی در صربستان است که در پریبوی واقع شده‌است. کوکوروویچی ۶۶ نفر جمعیت دارد.